# شوبیش هال (ناحیه)
شوبیش هال (ناحیه) (به آلمانی: Landkreis Schwäbisch Hall) یک ناحیه در آلمان است که در اشتوتگارت واقع شده‌است. شوبیش هال ۱۸۷٬۶۸۲ نفر جمعیت دارد.